# Inteligentní sítě

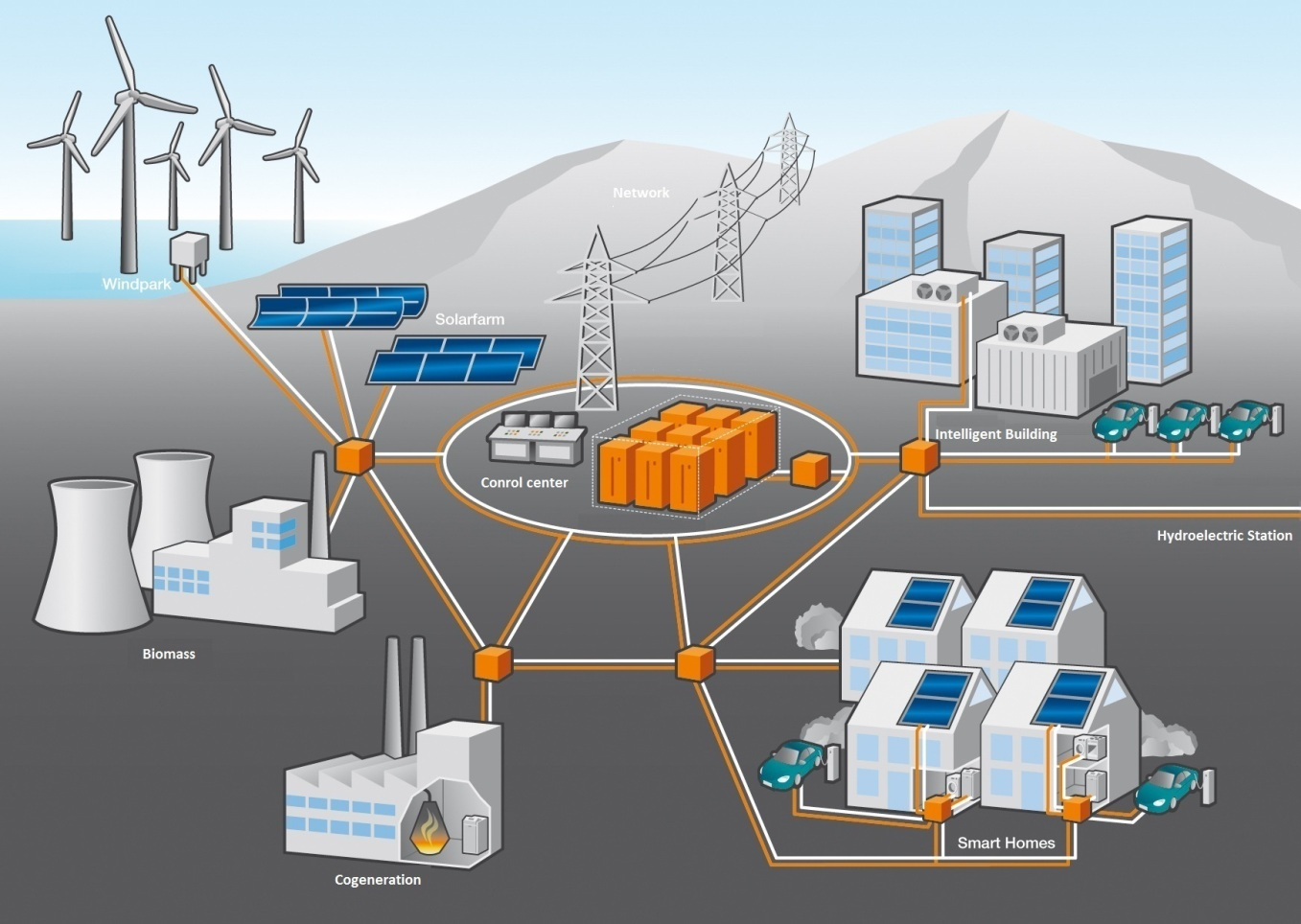
Inteligentní síť

Inteligentní sítě (Smart Grid) jsou elektrické sítě, které umožňují plně automaticky regulovat výrobu a spotřebu elektrické energie a další parametry sítě, tj. provozní stav sítě, v reálném čase.
Jejím principem je interaktivní obousměrná komunikace mezi sítí a jejím řídícím systémem, tj. potažmo mj. mezi zdroji a spotřebiči při aktuálních možnostech výroby a spotřeby energie. Její součástí je vybavení odběratelů digitálními měřidly s obousměrným tokem informací v reálném čase, která umožňuje tvorbu cenových tarifů podle aktuální situace v síti (tzv. chytré elektroměry). Umožňuje zákazníkům efektivně řídit spotřebu, např. ohřev vody, praní prádla či dobíjení baterií v době s volnou výrobní kapacitou. Spotřeba také může být řízena centrálně. Rozvoj inteligentních sítí začal především v období, kdy se do rozvodné soustavy začaly zapojovat menší zdroje elektřiny, jejichž dodávky energie jsou obtížně predikovatelné, tj. tzv. decentralizované výrobní zdroje, např. obnovitelné zdroje energie, jako solární elektrárny, větrné elektrárny či malé vodní elektrárny, což dává příležitost zákazníkům vyrábět elektřinu z vlastních zdrojů a její přebytky prodávat do sítě.

## Definice a atributy inteligentních sítí

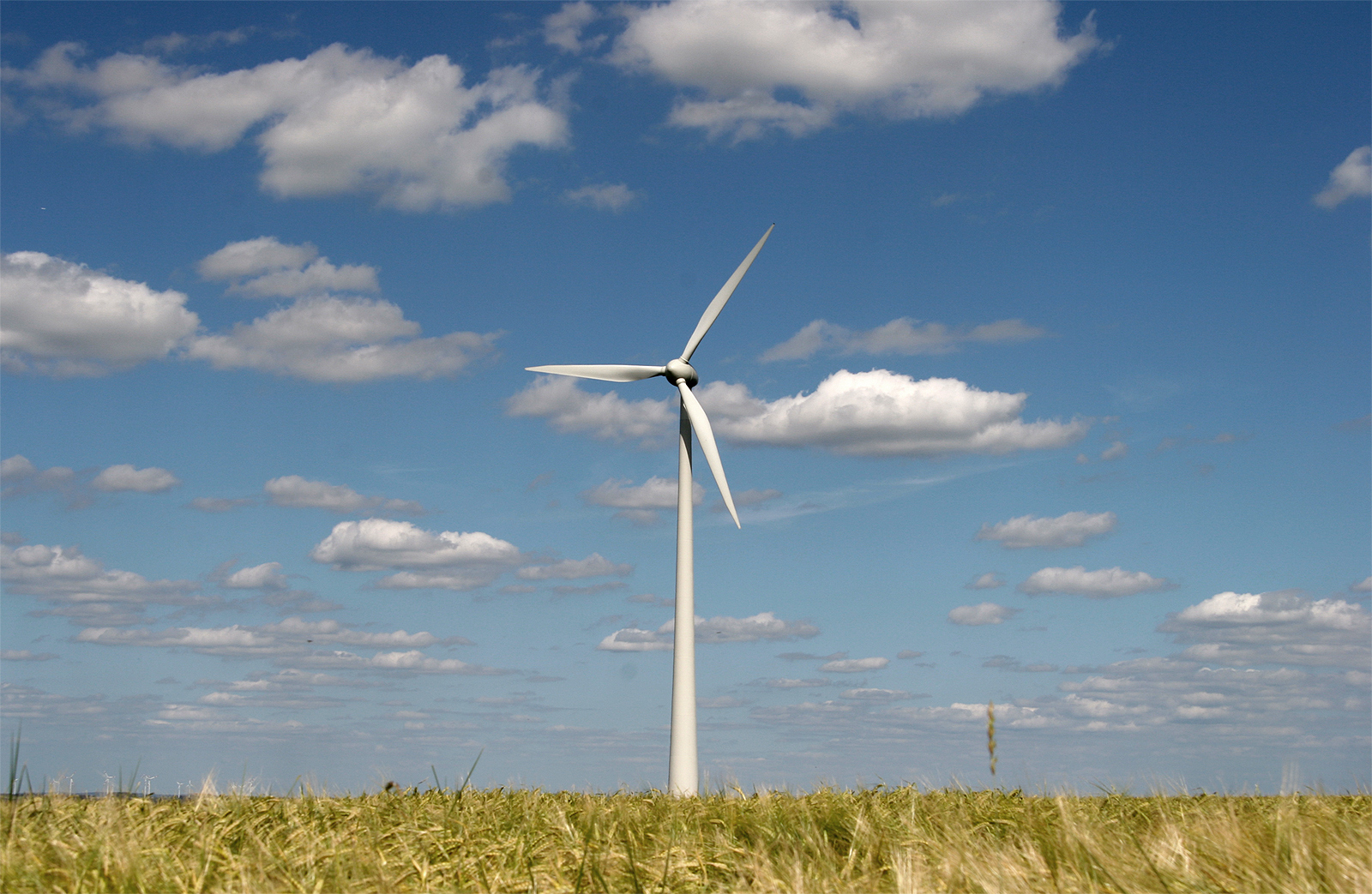
Inteligentní sítě umožňují např. bezpečné zapojení obnovitelných zdrojů energie (OZE)

### Plná automatizace
Provoz sítě je plně automatizován centrálním řídícím systémem, jednak přijímacím informace z vhodně rozmístěných dálkových měření a dálkových signalizací, a jednak povelujícím všechny řídící prvky sítě, tj. síť je plně pozorovatelná a plně automaticky ovladatelná.

### Výkonová autonomie
Síť čerpá energii primárně z vlastních do sítě zapojených distribuovaných zdrojů, teprve při deficitu spotřebovávané energie síť čerpá energii z nadřazené soustavy přes vazební transformátory nebo aktivuje odpínací plán spotřeby. Naopak při přebytku v síti vyráběné energie se v první řadě energie ukládá do akumulačních zařízení či se zapíná odložená spotřeba, a až v druhé řadě se přebytečná energie dodává do nadřazené soustavy přes vazební transformátory či se odstaví některé zdroje, a to v závislosti na okamžité situaci v nadřazené soustavě. V principu by měla být síť schopna provozu i bez vazby na nadřazenou soustavu.

### Mřížová topologie
Odběrové body sítě jsou napájeny minimálně ze dvou směrů, tj. ze dvou vedení o různých napájecích bodech, a to z důvodu zvýšení spolehlivosti dodávky energie.

## Řízení inteligentních sítí
Řízení inteligentních sítí zahrnuje digitální řídicí systém SCADA s vestavěnými inteligentními řídícími rekognitivními (rozpoznání provozního stavu z hlediska jeho bezpečnosti či lokalizace případné poruchy) a exekutivními (řízení činných výkonů a frekvence či jalových výkonů a napětí nebo rekonfigurace sítě) funkcemi, integrované senzory monitorující chování sítě v reálném čase a automatické povelování řídících prvků sítě včetně obnovování provozu po poruše. Řízení probíhá na základě znalosti okamžitého provozního stavu sítě, sestávajícího ze souboru dálkových měření okamžitých provozních parametrů sítě (napětí v uzlech sítě, proudy a výkony tekoucích po větvích sítě) a okamžitých dálkových signalizací stavů spínacích prvků resp. odboček transformátorů sítě (vypnuto/zapnuto resp. pozice) on-line přenášených ze sítě do SCADA systému přes tzv. koncentrátor dat. Řízení pak spočívá v dálkovém povelování, přenášeném ze SCADA systému do sítě.

## Chytré sítě v České republice

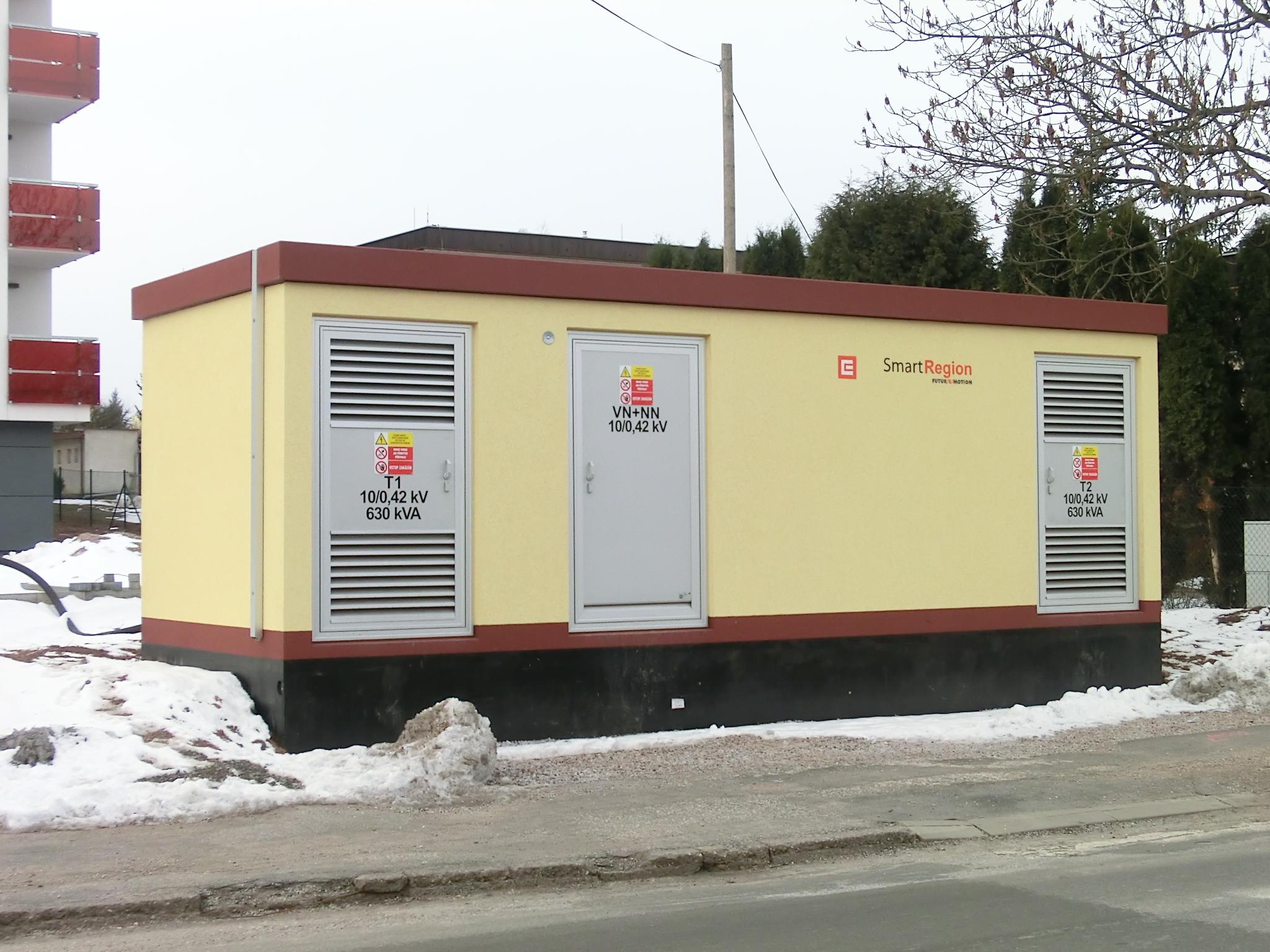
„Inteligentní“ trafostanice ČEZ ve Vrchlabí, ulice Komenského.

V České republice začíná s rozvojem chytrých sítí energetická společnost ČEZ. V rámci svého programu budoucího rozvoje FutureMotion vyčlenila tzv. „Smart Region“ ve kterém začne s implementací chytrých elektroměrů a postupným zaváděním inteligentních sítí. Za tento region bylo zvoleno Vrchlabí. Ten poslouží k prokázání úspor, které díky rozsáhlému využívání nízkého tarifu k topení a ohřevu v ČR nemusí být průkazné a chytré sítě mohou být naopak velmi nákladné jako v Boulderu (SmatGridCity 2008) v USA. Ochránci soukromí a bezpečnostní odborníci však varují před sledovacím potenciálem a náchylností této technologie, kterou mohou využít i zloději. Navíc synchronizace zákazníků pomocí ceny může vést k destabilizaci sítě.